# Emir of Qatar Cup 2019/20
Der Emir of Qatar Cup 2019/20  war die 48. Austragung eines Ko-Fußballwettbewerbs in Katar. Das Turnier wurde vom katarischen Fußballverband organisiert. Es begann mit einem Spiel der Vorrunde am 5. Januar 2020 und endete mit dem Finale am 18. Dezember 2020. Teilnehmer waren die Mannschaften der ersten und zweiten Liga.

## Termine
| Runde         | Datum                  |
| ------------- | ---------------------- |
| Vorrunde      | 5. Januar 2020         |
| Achtelfinale  | 5. – 8. Februar 2020   |
| Viertelfinale | 11. – 14. März 2020    |
| Halbfinale    | 30. – 31. Oktober 2020 |
| Finale        | 18. Dezember 2020      |

## Vorrunde
|                | Ergebnis |              |
| -------------- | -------- | ------------ |
| 5. Januar 2020 |          |              |
| Mesaimeer SC   | 1:0      | al-Shamal SC |

## Achtelfinale
|                        | Ergebnis         |                   |
| ---------------------- | ---------------- | ----------------- |
| 5. Februar 2020        |                  |                   |
| al-Sailiya             | 2:1              | Umm-Salal SC      |
| al-Rayyan SC           | 4:0              | Mesaimeer SC      |
| 6. Februar 2020        |                  |                   |
| al-Sadd Sports Club    | 3:1              | al-Kharitiyath SC |
| al-Duhail SC           | 4:0              | Muaither SC       |
| 7. Februar 2020        |                  |                   |
| Al-Shahania SC         | 0:0 (9:10 i. E.) | al-Wakrah SC      |
| al-Ahli SC             | 2:1              | Qatar SC          |
| 8. Februar 2020        |                  |                   |
| Al-Arabi SC            | 2:2 (4:3 i. E.)  | al-Khor SC        |
| al-Gharafa Sports Club | 0:1              | Al-Markhiya SC    |

## Viertelfinale
|                | Ergebnis        |                     |
| -------------- | --------------- | ------------------- |
| 11. März 2020  |                 |                     |
| Al-Arabi SC    | 3:0             | al-Ahli SC          |
| 12. März 2020  |                 |                     |
| Al-Markhiya SC | 1:0             | al-Rayyan SC        |
| 13. März 2020  |                 |                     |
| al-Wakrah SC   | 2:2 (1:4 i. E.) | al-Sadd Sports Club |
| 14. März 2020  |                 |                     |
| al-Duhail SC   | 4:0             | al-Sailiya          |

## Halbfinale
|                  | Ergebnis |                     |
| ---------------- | -------- | ------------------- |
| 30. Oktober 2020 |          |                     |
| Al-Markhiya SC   | 0:2      | Al-Arabi SC         |
| 31. Oktober 2020 |          |                     |
| al-Duhail SC     | 1:4      | al-Sadd Sports Club |

## Finale
|                   | Ergebnis |                     |
| ----------------- | -------- | ------------------- |
| 18. Dezember 2020 |          |                     |
| Al-Arabi SC       | 1:4      | al-Sadd Sports Club |